# Alexander Carmichael

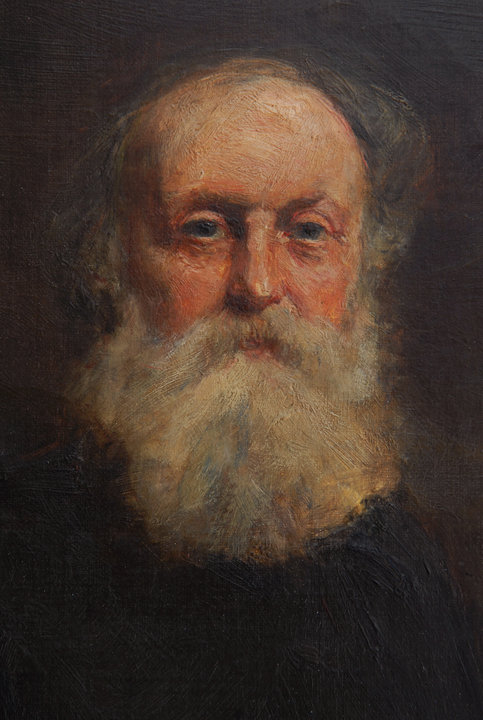
Alexander Carmichael

Alexander Carmichael (* 1. Dezember 1832 in Taylochan, Lismore; † 6. Juni 1912 in Edinburgh) war ein schottischer Autor und Volkskundler. Als sein Hauptwerk gilt die Sammlung der Carmina Gadelica.
Seine Tochter Ella Carmichael, sein Schwiegersohn William J. Watson (1865–1948) und sein Enkel James Carmichael Watson (1910–1942), beide Professor für Keltologie an der Universität Edinburgh, setzten sein Werk fort.

## Publikationen
- Popular Tales of the West Highlands, 1862
- Carmina Gadelica. Hymns and Incantations with illustrative notes on words, rites, and customs, dying and obsolete: orally collected in the Highlands and Islands of Scotland and translated into English. Band 1–2. 1900
- Deirdre and the Lay of the Children of Uisne. Norman MacLeod Publishers, Edinburgh 1905